# Drapeau à cinq couleurs
 (juin 2023).
Si vous disposez d'ouvrages ou d'articles de référence ou si vous connaissez des sites web de qualité traitant du thème abordé ici, merci de compléter l'article en donnant les références utiles à sa vérifiabilité et en les liant à la section « Notes et références ».

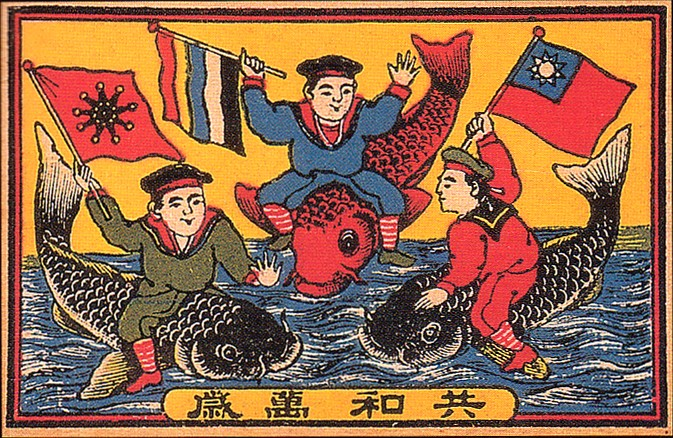
Le drapeau central est celui de la République de Chine. Le drapeau de gauche est celui des forces armées, adopté lors du soulèvement de Wuchang. Celui de droite, étendard du Kuomintang, deviendra le drapeau national en 1928, remplaçant le drapeau à cinq couleurs. En dessous des drapeaux est écrit « longue vie à l'union » (共和萬歲)

Drapeau national de la République de Chine, 1912-1928

Le drapeau à cinq couleurs dit « Les cinq peuples rassemblés » (chinois :  五族共和; pinyin: wǔzú gōnghé, littéralement « cinq peuples ensemble en harmonie ») fut un des principaux symboles sur lesquels s'est fondée la République de Chine, représentant les cinq principaux groupes ethniques peuplant le pays : les Hans en rouge, les Mandchous en jaune, les Mongols en bleu, les Huis en blanc et les Tibétains en noir. Bien que le Tibet ait proclamé en 1913 son indépendance vis-à-vis de la Chine et demeure de facto indépendant durant toute la période d'utilisation de ce drapeau, la République de Chine continue d'en revendiquer la souveraineté.
Le drapeau fut adopté par les révolutionnaires lors de la révolution de 1911 qui mit à bas l'Empire Qing : lors d'une réunion des délégués des provinces révoltées, cet emblème fut adopté en guise de compromis, alors que certains souhaitaient prendre l'emblème du Tongmenghui pour drapeau national. Le concept des cinq peuples rassemblés avait également pour avantage d'exalter l'union du pays alors que l'hostilité à la domination politique des Mandchous avait été l'un des facteurs déterminants du déclenchement de la révolte.
Le terme « hui » fait d'abord référence aux Ouighours, tandis que le terme « territoire hui » (回疆) désigne le Xinjiang (新疆) sous l'empire Qing. Le mot « Hui » a graduellement acquis son sens actuel durant la période de la République de Chine, désignant tout Chinois de religion musulmane.
Le drapeau à cinq couleurs a cessé d'être utilisé sur le plan national lorsque le contrôle de la Chine est passé des seigneurs de guerre du gouvernement de Beiyang (北洋政府) de Pékin aux nationalistes du Kuomintang, basés à Nankin, après l'expédition du Nord. Le drapeau officiel de la République devient en 1928 celui du gouvernement du Kuomintang.
Ces cinq couleurs ont aussi été celles de la bannière de l'empire restauré au profit de Yuan Shikai pendant quelques mois en 1915-1916, et du drapeau de l'État du Mandchoukouo créé en Mandchourie par le Japon en 1931. La bannière à cinq couleurs fut utilisée, entre 1935 et 1940, par plusieurs gouvernements collaborateurs chinois mis en place par les japonais.

## Variantes

Insigne militaire basée sur le drapeau.
Cocarde de l'aviation.
Drapeau national de l'Empire de Chine, 1916 (tentative de restauration de l'Empire). Le rouge, symbolisant l'ethnie han, s'étend sur tout le drapeau et domine les autres couleurs.
Second drapeau national du camp pro-impérial, 1916.
Drapeau national du Mandchoukouo, 1932-1945. Le jaune domine toujours.
Drapeau du Mengjiang, gouvernement autonomiste de Mongolie-Intérieure (1936-1945).
Second et dernier drapeau du Mengjiang, adopté en 1945. Le bleu, symbolisant l'ethnie mongole, occupe la position dominante.
Drapeau utilisé par le Gouvernement réformé de la République de Chine, un gouvernement collaborateur installé à Nankin par les Japonais (1938-1940). Les inscriptions signifient « Paix, construction nationale ».